# Турецький гамбіт (роман)
«Турецький гамбіт» (рос. «Турецкий гамбит») — шпигунський детектив, книга російського письменника та перекладача Бориса Акуніна. Друга частина із серії «Пригоди Ераста Фандоріна».

## Сюжет
Події відбуваються під час Російсько — турецької війни 1877 — 1878 р.р. Молода "передова" дівчина вирушає на фронт до свого коханого Петра Яблокова - шифрувальника генерального штабу російських військ. Вже на початку роману Варвара Андріївна Суворова потрапляє у скрутну ситуацію, з якої вона наврядчи б вийшла. Але її рятує титулярний радник Ераст Фандорін, який їй відрекомендувався сербським волонтером. По дорозі до штабу військ Російської імперії вони натрапляють на башибузуків та, на щастя, поряд був загін росіян, котрі й врятували Фандоріна та Варвару Суворову.
Прибувши в розташування російської армії, Ераст Петрович Фандорін отримує наказ від генерала Мізінова знайти турецького агента Анвара Ефенді. Але як? Під підозрою ледь не кожний...

## Історична основа

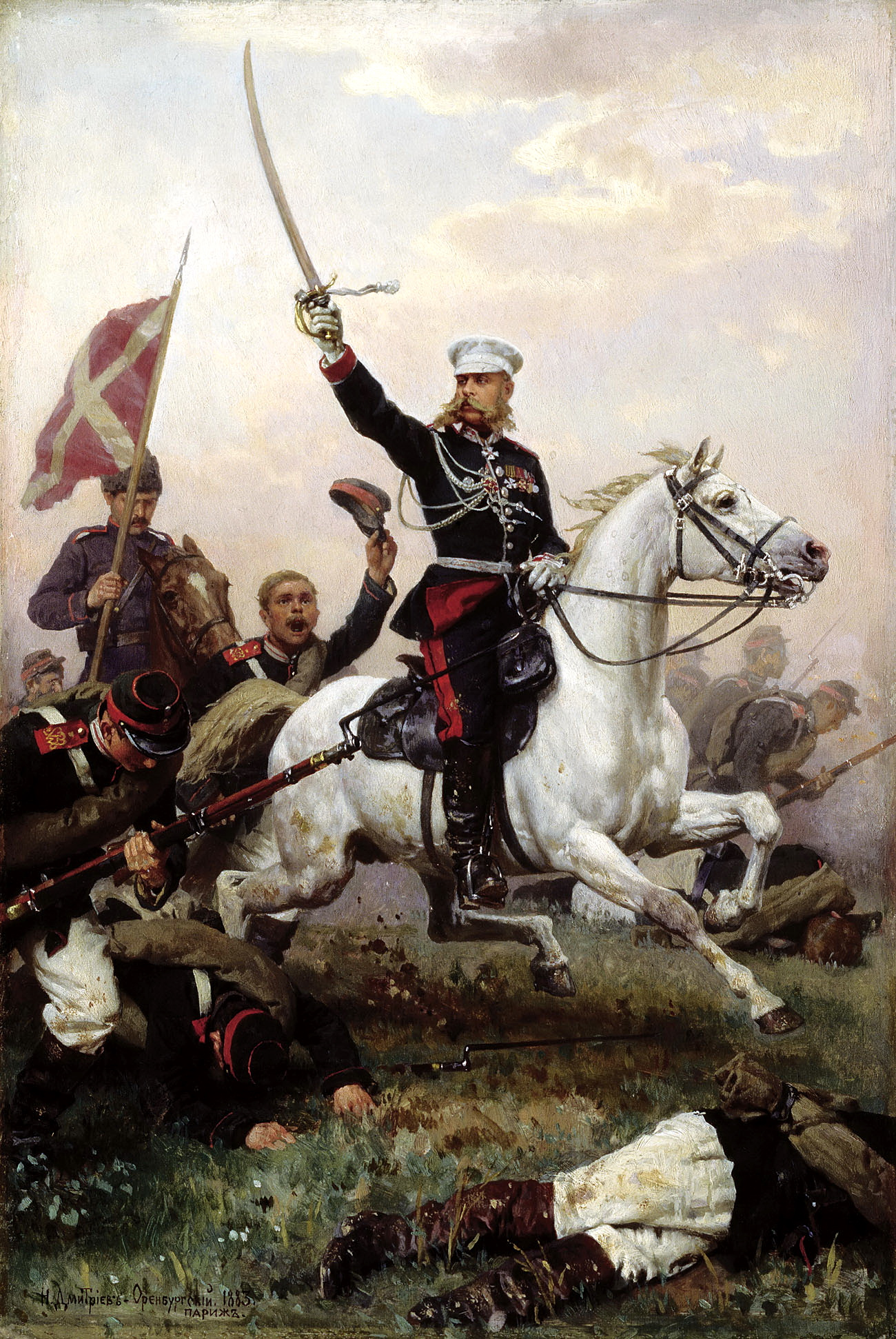
Генерал М. Д. Скобелев на коні. Худ. Дмитрієв-Оренбургський. 1883 рік. Державний обласний Іркутський музей

У цьому романі фігурує дуже велика кількість історичних осіб та реальних фактів. Наприклад, Михайло Соболев — це літературний двійник реального «білого генерала», якого звали Михайло Скобелев. Також у романі з'являється цар Олександр ІІ. Присутній тут і один із персонажів першого роману про Фандоріна («Азазель») — Лаврентій Аркадійович Мізінов, історичним прототипом якого був Микола Володимирович Мезенцов, шеф 3-го відділення.
Прототипом Анвара Ефенді був Ізмаїл Енвер-паша, видатний військовий та політичний діяч Туреччини часів Першої світової війни.
Прототипом головного героя роману титулярного радника Ераста Фандоріна був російський письменник Всеволод Володимирович Крестовський, котрий під час російсько-турецької війни 1877-1878 років був військовим кореспондентом при штабі діючої армії.

## Цікаві факти
- Назву роману дала шахова комбінація «гамбіт», коли жертвується фігура за для того, щоб зайняти вигідну позицію на полі шахівниці.
- Також дійсно був такий факт, що російські війська зупинили свій переможний наступ за 12 км від Стамбула, бо дізналися про таємну угоду між Османською імперією та Англією з Австрією. Згідно з цією угодою, якщо хоча б один російський солдат ступить на константинопольську землю, то Британія з Австро-Угорщиною оголосять війну Російській імперії.

## Переклади українською
- Борис Акунін. Турецький гамбіт. Переклад з російської: Олександр Михед; художник: Д. Скляр. — Харків: КСД, 2012. — 237 с. ISBN 978-966-14-3859-9
- Борис Акунін. Турецький гамбіт. Переклад з російської: Лариса Дубас. — Київ: Сім кольорів, 2018. —  224 с. ISBN 978-966-2054-83-5